# Le gesta di re Artù e dei suoi nobili cavalieri
Le gesta di re Artù e dei suoi nobili cavalieri (The Acts of King Arthur and His Noble Knights) è un romanzo incompiuto che John E. Steinbeck ha scritto per lo più tra il 1958 e il 1959.
(J. E. Steinbeck - Lettera a E.Otis.- Novembre '56)

## Storia editoriale
Nacque come opera di traduzione intertemporale che, rendendo accessibile per i lettori del ventesimo secolo la lingua di un testo fondamentale della letteratura inglese, ne voleva facilitare la lettura anche al di fuori del circuito erudito che poteva permettersi di assaporare i ventuno libri, in lingua del Quattrocento, de Le Morte d'Arthur di Sir Thomas Malory.
Genesi e tema del romanzo.
Thomas Malory fu probabilmente un personaggio dalla vita rocambolesca, vissuto nel Quattrocento in Inghilterra. “...Traduttore, …soldato, …ribelle, ...religioso, …esperto in cortesia”, trascorse molti periodi in diverse prigioni, dalle quali in due occasioni sarebbe riuscito a fuggire e nelle quali scrisse buona parte del proprio romanzo e morì.
Che Malory fosse un romanziere è una intuizione di cui Steinbeck acquisisce consapevolezza nel corso del lungo corpo a corpo personale con l'opera: non un catalogatore di leggende francesi e inglesi sulla saga di re Artù e dei suoi cavalieri, come viene raccontato per lo più, ma un inventore di storie che avevano come base racconti ascoltati e mandati a memoria, come tutti ai suoi tempi, nel fluire continuo di narrazioni che caratterizzava l'epoca della tradizione orale.
Le Morte d'Arthur di Malory è stata sempre conosciuta unicamente nell'edizione pubblicata da Caxton nel 1485, tra i primi libri a stampa della letteratura inglese, il cui titolo integrale era “La nascita, la vita e le gesta di re Artù, dei suoi nobili cavalieri della tavola rotonda, le loro mirabili ricerche e avventure, il ritrovamento del Santo Graal, e da ultimo la morte di Artù con la fine dolorosa e la dipartita da questo mondo di tutti loro”.
Nel 1934, catalogando la biblioteca del Winchester College, fu trovata un'edizione diversa, considerata più vicina all'originale scritto da Malory e che fece concludere a molti studiosi (tra gli altri Eugene Vinaver, che curò l'edizione del nuovo manoscritto) che Malory non avesse intenzione di scrivere un unico romanzo, ma che le storie raccolte da Caxton in Le Morte d'Arthur fossero in realtà racconti indipendenti e autoconclusivi, con uno sfondo comune.
È possibile che questa nuova scoperta, pubblicata nel 1947, abbia contribuito a riaccendere il faro dell'attenzione di Steinbeck su questo testo, che infatti dichiara di preferire a quello di Caxton per alcune “meravigliose sfumature” e perché frutto di “un monastico lavoro di copista, più tipico di Malory”.
Gli studi per il romanzo iniziano a New York nel novembre del '56 e durano oltre venti mesi; l'opera di traduzione e riscrittura inizia nel luglio del '58 sempre a New York e prosegue, da marzo '59, nel Somerset, dove Steinbeck si trasferisce con la moglie fino ad ottobre dello stesso anno. La casa nella contea del sud-ovest inglese è anche il punto di partenza per numerosi viaggi con l'obiettivo di contestualizzare, mappare con dettaglio da cartografo, verificare la coerenza tra quanto raccontato da Malory e la consistenza dei luoghi cui la leggenda attribuiva un'araldica arturiana.
Steinbeck fa scivolare il lettore nel romanzo con due espedienti narrativi, ed atti d'amore, estremamente efficaci:
- una dedica, stampata anche in versione autografa dell'autore nello stile dei copisti medievali, che con l'incedere dell'inglese del XV secolo, rende omaggio a sua sorella Mary, per la gagliardia e la nobiltà di cuore con cui portò il suo scudo, mise i finimenti e prestò soccorso nelle loro avventure d'infanzia, e le paga finalmente tributo nominandola cavaliere;
- una introduzione, che dichiara di aver voluto scrivere prima di essere davvero dentro al romanzo, con molti obiettivi strategici per lo scrittore: ammaliare i lettori meno avvezzi ai temi della cavalleria (“Esistono talune persone che, una volta diventate adulte, dimenticano quanto sia stato terribile il compito di imparare a leggere...”[1]) anche raccontando come allo spirito cavalleresco facesse risalire ogni proprio impulso contro l'oppressore ed a favore dell'oppresso; spiegare che l'obiettivo di aggiornare la lingua, antica di oltre cinquecento anni, dell'originale Malory, veniva dalla consapevolezza che quell'incedere tra parole e costrutti arcaici era allo stesso tempo la formula di quell'incantesimo che lo possedeva, ma anche un fossato invalicabile alla condivisione di questo sogno popolato di stregoneria e tradimenti, di cavalieri erranti e damigelle, permeato da un codice d'onore complesso e implacabile che, secondo Steinbeck, è “forse la sola qualità umana mai inventata dall'Occidente.”[1]

## Sinossi dei capitoli
Merlino
Ascendenza, concepimento, nascita, salita al trono, lotta ai baroni che non vogliono sottomettersi a un Re incoronato dalla predestinazione; tutto nella vita di Artù, perfino l'unico suo gesto di vergognosa quanto inutile crudeltà, è frutto dei piani di Merlino, o meglio della concatenazione di eventi che questo implacabile, impassibile esecutore di Progetti più grandi, è costretto a scatenare. Nel quarto capitolo, sarà il regista anche della propria fine, con l'identico zelo da burocrate riservato al giovane Re.
ll cavaliere con le due spade
È la storia di sir Balin, che riesce ad estrarre una spada dal suo fodero magico grazie alle proprie qualità di “cavaliere prode e onorato, di buona reputazione, senza macchia e senza paura”; ma, per non averla voluta restituire, trasforma immediatamente e senza scampo la propria vita in un inferno, che culminerà uccidendo suo fratello.
Un'antitesi del più fortunato Artù, forse un monito ai baroni ribelli, per dimostrare cosa accade a chi cerca di tenere per sé doni che comportano grandi responsabilità (una spada invincibile, il Regno d'Inghilterra), per quanto conquistati col merito, senza esservi predestinato.
Racconta però anche il dolore di un uomo, che si ritrova ad essere motore di morte e flagelli che da lui si diffondono all'intero regno, e che capisce di essere lì solo perché c'è una tragedia e deve avere un protagonista. E, per sfortuna, è toccato a lui.
“-La sfortuna non è bella; il fato non è giusto, ma esistono ugualmente- sentenziò Merlino.”
Le nozze di Re Artù
Artù, deciso a sposarsi, chiede consiglio a Merlino, che approva l'idea dal punto vista strategico: un erede al trono potrebbe placare i baroni ribelli. Sulla scelta della sposa, Merlino agisce però in maniera un po' inusuale per lui. Sa benissimo che Artù vuole sposare e sposerà Ginevra, ma tenta tre volte di dissuaderlo: potrebbe far innamorare di lui qualsiasi dama, inoltre è la donna sbagliata e lo tradirà con il migliore dei suoi amici. Ma “ogni uomo su questa terra è assolutamente persuaso che solo per lui le leggi della probabilità vengano annullate dall'amore. Io stesso...”.
Come dono di nozze, il padre della sposa restituisce un regalo ricevuto dal padre di Artù: la Tavola Rotonda. Merlino parte allora alla ricerca di 150 cavalieri che vi si siedano, entrando a far parte della compagnia.
Durante il banchetto, un incidente spingerà Artù a lanciare tre cavalieri (sir Galvano, sir Torre e sir Pellinore) in altrettante Ricerche cavalleresche, le cui vicende occupano quasi l'intero capitolo.
La morte di Merlino
Probabilmente non sapremo mai chi è davvero l'autore di questo colpo di genio. Malory? O questa versione della morte del potente Mago l'aveva sentita da qualche altro cantore francese o inglese?
Come che sia andata, la miserabile sequela di sottomissioni con cui il Narratore costringe Merlino a mettere consapevolmente fine al proprio affannarsi da un incantesimo all'altro, è sorprendente e crudele al limite del sadismo. La certezza, lampante nel primo capitolo, di aver incontrato un mago che sa e può tutto in ogni dove, talmente capace e sicuro dei propri mezzi da confortare chi legge come fosse seduto al suo fianco; questa certezza scompare, neppure troppo lentamente, nelle nebbie di cui Merlino era maestro. Il grande vecchio diventa la linea comica di sé stesso, ma senza l'ironia a salvarlo: solo tutto lo squallore dell'essere umano alla sua ennesima impotenza, per un'uscita di scena ridicola e agghiacciante.
Da questo momento Artù è solo, senza un padre verrebbe facile dire, ma per fortuna senza sapere che fine abbia fatto, né come.
La Fata Morgana
Sorellastra di Artù, “bella, bruna, appassionata, nonché crudele e ambiziosa”, è quasi un archetipo della strega e dei terrori maschili che in questa figura si sono addensati nel corso dei secoli. In questo capitolo scatena tutta la sua furia nei confronti del fratellastro re, cui vorrebbe sostituire il proprio marito, più facile da sottomettere alla sua volontà. Cerca di uccidere Artù, rimpiazzando Excalibur con una copia, ma l'effetto che ottiene è opposto: Artù viene infatti salvato da un'altra fata, Viviana, e tutti avranno modo di constatare non solo le doti cavalleresche del re, ma anche il fatto che evidentemente gode di una protezione troppo forte per essere eliminato prima che sia venuto il suo tempo.
Nello stesso capitolo, Morgana tenta di uccidere anche suo marito, salvato dall'intervento di suo figlio, e riesce a rubare di nuovo il fodero di Excalibur, togliendo all'odiato fratellastro una valida protezione magica.
Galvano, Ewain e Marhalt.
Morgana, mentre Artù riflette sull'ira e la tetraggine che lo hanno preso dopo il tradimento della sorellastra, tenta di nuovo di ucciderlo, con la scusa di un dono per farsi perdonare l'imperdonabile. Di nuovo la Fata Viviana, che dopo aver annichilito Merlino sembra averne preso in carico alcune responsabilità, interviene a salvarlo. Artù, accecato dai mille dubbi degli esseri traditi, sospetta il marito di Morgana e come prova di fedeltà gli chiede di allontanare da corte il figlio, Ewain, che accetta il bando; il suo amico Galvano si ribella a questa ingiustizia e decide di accompagnarlo.
Artù per la prima volta esprime nostalgia per l'onniscienza di Merlino: una vita libera dal sospetto ma, imprigionata nella conoscenza del futuro, senza alcuna speranza e quindi destinata al nulla in attesa dell'ineluttabile.
I due cavalieri erranti incontrano sir Marhalt e, dopo avervi duellato fin quasi all'ultimo sangue, proseguono la ricerca di avventure insieme.
Trovano tre dame, una di quindici anni, una di trenta, una che ha superato l'età di mezzo, che si offrono di fargli da guida nella ricerca. Ogni cavaliere parte con una delle dame e il romanzo racconta separatamente i tre percorsi di formazione che insegneranno ai cavalieri, tra molte altre cose, di non sapere nulla proprio laddove si sentono più esperti e che le Dame possono avere pregi e difetti davvero inattesi.
La nobile storia di sir Lancillotto del Lago
(Ed è nobile davvero. J. S.)
Il capitolo inizia con una riflessione su come pace e tranquillità possano condurre gli uomini d'arme e di corte a marcire nell'ozio e negli intrighi. Considerazione speculare a quella che Steinbeck fa su sé stesso mentre scrive: “sembra che vi sia qualcosa di necessario nelle pressioni...sempre lavorato meglio se assoggettato a... povertà, morte, confusione emotiva, divorzi...riflessione inelegante, persino nauseante, eppure è così. Forse, quindi, farei bene a pregare... per la carestia, la peste, la catastrofe e la bancarotta”.
Artù, su consiglio di Ginevra, risolve questo dilemma lanciando i propri cavalieri più valorosi in una grande campagna di ricerca di avventure e torti da raddrizzare nel regno, che fa iniziare dal più valoroso di tutti.
Lancillotto verrà imprigionato da Morgana e altre tre streghe che, annoiate dal loro immenso potere, chiedono al cavaliere di scegliere quella tra loro che gli offrirà il dono più importante per lui: l'estasi, il cambiamento continuo, la pace materna, il potere.
Lancillotto rifiuta di scegliere e riesce a fuggire, trovandosi a disputare con una Badessa sul primato tra Stato e Chiesa nella riscossione di imposte e monopolio della forza e della giustizia, ma anche sulla pericolosità dei tentativi di rimuovere il male dalla terra: “I cosiddetti mali del mondo possono benissimo esservi stati posti per educare e castigare.”
Lancillotto scambierà in seguito la propria armatura con quella di sir Kay, fratello del re. Questi è diventato bersaglio di tutti i marrani del regno, che si tengono invece ben alla larga dall'invincibile Lancillotto. In breve tempo, ovviamente, lo stratagemma smetterà di funzionare.
Il resto del capitolo analizza da diverse prospettive il controverso sentimento che Lancillotto prova verso Ginevra, finché Artù si vanta in sua presenza di non aver ascoltato Merlino solo una volta, quando doveva scegliere la sua sposa “...-la mia scelta ha dimostrato che egli era fallibile. Ginevra ha mostrato al mondo che cosa dovrebbe essere una regina-... Lancillotto, senza alcuna ragione che riuscisse a spiegarsi, si sentì sperduto...”
Nella pagina successiva infatti, a chiusura del capitolo e della parte di romanzo che Steinbeck è riuscito a scrivere, Lancillotto giace con la Regina, compiendo la profezia di Merlino.
Incompiutezza dell'Opera.
Il romanzo deve dirsi incompiuto solo in relazione all'enorme mole di lavoro che l'Autore si era prefisso, ovvero la rigenerazione dell'intero complesso di opere che compongono Le Mort d'Arthur, che effettivamente non ha completato.
Steinbeck vi dedica una lunga fase di studio, quasi due anni, un altro anno per riscrivere completamente sette delle storie del “Mort”; ma da quando deve progettare il ritorno a New York dal Somerset, sembra perdere il focus. Sa di avere qualcosa di valido, sa che è “strano e diverso, ma non male”, però si cautela non facendolo girare e neppure riprende in mano il filo lasciato nel sud-est inglese.
In realtà Steinbeck va a prendere per noi sette storie da un mezzo millennio fa e ce le racconta salvandone la memoria e mettendoci del suo; porta così a compimento l'eredità di Malory, del cantore che si fa scrittore.

## Prospettiva etico-morale
Come sempre nei suoi romanzi, Steinbeck evita accuratamente di avere uno sguardo moraleggiante. Neppure nel caso del mito arturiano, che per esperienza personale sa essere lettura anche per giovani e bambini, vuole epurare in alcun modo il testo: “Credo che i fanciulli non soltanto capiscano queste situazioni, ma le accettino finché non vengono confusi da una morale che tenta di eliminare la realtà con il silenzio.”
Per questo romanzo, la distanza storica lo costringe a porsi in una prospettiva ancora più cruda. Non esiste solo il male come i suoi contemporanei lo possono conoscere ma ne esistono versioni che il progresso ha nel frattempo cancellato. Interpretare l'assenza totale di sentimenti da parte di Malory nei confronti delle vite disgraziate di villici, servi della gleba e donne di qualsiasi casta, secondo l'etica e la morale contemporanee, non sarebbe un'operazione di verità né porterebbe alcun vantaggio.

## Lettere
L'idea editoriale dell'amico e co-ricercatore Chase Horton, di far seguire al romanzo incompiuto una nutrita serie di lettere scritte da Steinbeck a Elizabeth Otis, sua agente letteraria, e ad Horton stesso, consente di rendere conto della passione e professionalità quasi maniacale con cui S. ha lavorato per contestualizzare il proprio tentativo di una traduzione immane. Offre inoltre un incredibile effetto flashback, riportando il lettore all'inizio della storia che ha appena finito di leggere, potendola osservare dal punto di vista del narratore mentre la scrive.